# 贾步彬
贾步彬（？—1994年），男，山西祁县人，中国政治人物，曾任中共中央文献研究室室务委员、秘书长，第五届全国政协委员。